# 정의읍성

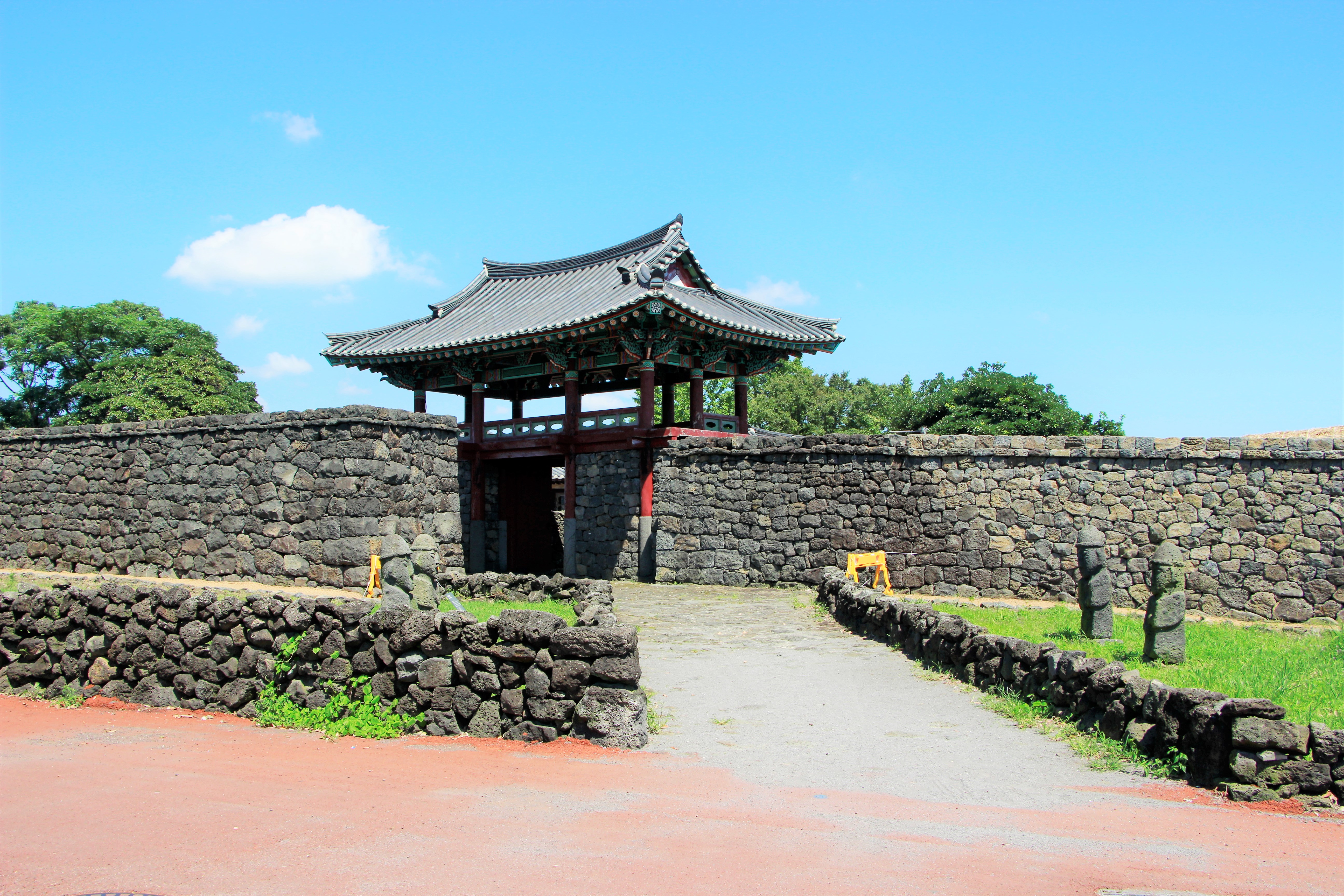
정의읍성 남문의 모습.

정의읍성(旌義邑城)은 제주특별자치도 서귀포시 표선면 성읍리에 있는 조선시대의 성곽이다. 제주 성읍마을 전역을 감싸고 있다.

## 참고 문헌
- 탐라순력도·남환박물 (이형상, 한국정신문화연구원, 1979)
- 정의고을 (김영돈, 문화재관리국, 1973)